# Споменик природе Стабла храста лужњака на Палићу
Споменик природе „Стабла храста лужњака на Палићу“ стављен је под заштиту као заштићено подручје од локалног значаја – III категорије у складу са чланом 17. Закона о заштити природе и по прибављеној сагласности Министарства природних ресурса, рударства и просторног планирања Републике Србије, од 2013. године.
Споменик природе чине 31 стабло храста лужњака у улицама Беле Бартока, Петефи Шандора и на Тргу Ласла Мађара на Палићу. У претходном периоду замењено је 5 девитализованих стабала храста лужњака новим, дрворедним садницама исте врсте у наведеним улицама. Стабла захватају површину од 2,25 ха и она је у јавној-државној својини.

## Предеоне вредности
Налази се у северном, рубном делу насеља Палић, у грађевинском реону, на који се надовезују природни предели Суботичке пешчаре. На југу је Палићко језеро са Великим парком и Крваво (Омладинско) језеро. СП „Стабла храста лужњака на Палићу“ се налази унутар границе Бање „Палић“, а улице Беле Бартока и Петефи Шандора у граници заштићеног историјског језгра Палића (извор: Генерални урбанистички план Суботица – Палић до 2030. године, „Јавно предузеће за управљање путевима, урбанистичко планирање и становање“ Суботица). У овом делу насеља заступљене су куће, односно породично становање. Већином приземни објекти са двориштима. У мирном амбијенту насеља очувале су се наслеђене вредности - старе виле окружене вртовима богатим украсним растињем по којима је бања препознатљива и атрактивна. У појединим улицама задржана је гранитна коцка као коловозни застор. Као што је то случај са простором у границама заштите, и суседне улице су плански уређене применом претежно високог дрвећа. Ту се издваја улица Зеленгорска и Орбанфалва са широким појасом линијског зеленила у ком доминира црни бор.
Зеленило овог дела насеља има значајну улогу у побољшању микроклиматских услова средине, односно, заштитну функцију у односу на стабла храста лужњака као темељну ботаничку вредност простора. Доминанте у пределу чини високо дрвеће, између осталих и стабла храста због импозантних димензија.

## Културно-историјско наслеђе
Стабла храста лужњака на Палићу која се стављају под заштиту као споменик природе засађена су пре више од једног века. Дрвореди се налазе у граници заштићеног историјског језгра Палића. Линијски распоред стабала указује да су стабла сађена, а вероватно самим тим и за ту сврху однегована у расадничкој производњи. Стабла на тргу су слободно распоређена у простору. Одабир врсте у датим природним условима, линијски распоред стабала у дрворедима као и садња, или задржавање солитерних примерака на травној површини трга, су доказ планске садње у циљу уређења насеља. Ипак, због уских профила улица, након једног века очигледно је да су стабла прерасла положај. На тргу се може приметити да пространство за раст и већа незастрта површина погодују овој врсти. Квалитет и учесталост примене биотехничких мера неге и заштите током дужег низа година имају утицај на виталност и декоративност стабала. Такође је веома битан аспект однос човека према окружењу. Опстанак храстова у улици Беле Бартока, Петефи Шандора и на Тргу Мађар Ласла читавог века зависи и надаље ће зависити директно од бриге надлежних из Градске управе и надлежног предузећа. Позитивним ставом, односно свешћу о потреби за очувањем квалитета животне средине, и појединац доприноси очувању природних елемената предела у ком живи. Због тога је свест појединца, локалне самоуправе, невладиног сектора и других заинтересованих страна важан фактор у спровођењу заштите природе. СП „Стабла храста лужњака на Палићу“ такође представљају и културно - историјско наслеђе, с обзиром на утицај човека од момента производње садница у хортикултури, примене и неговања током периода дужег од сто година.

## Управљање
Одлуком скупштине Града Суботице о проглашењу заштите за Споменик природе „Стабла храста лужњака на Палићу“ утврђено је да функцију управљача обавља ЈП „Палић-Лудаш“ из Палића, које управља и осталим заштићеним подручјима у околини Суботице.
Послове непосредног управљања обавља Сектор за заштиту природе Јавног предузећа „Палић-Лудаш“, који располаже стручном и чуварском службом.